# Abdel-Halim Ali
Abdel-Halim Ali (arabe : عبد الحليم علي) est un footballeur égyptien né le 24 octobre 1973 à Gizeh.
Il a remporté la Coupe d'Afrique des nations 2006 avec l'équipe d'Égypte.
Il est le meilleur buteur de l'histoire de Zamalek.